# Хиртоапе
Хиртоапе (рум. Hârtoape) — село у повіті Ясси в Румунії. Входить до складу комуни Винеторі.
Село розташоване на відстані 324 км на північ від Бухареста, 67 км на захід від Ясс.

## Населення
За даними перепису населення 2002 року у селі проживали 1316 осіб, усі — румуни. Усі жителі села рідною мовою назвали румунську.